# Orestias olivaceus
Orestias olivaceus är en fiskart som beskrevs av Garman, 1895. Orestias olivaceus ingår i släktet Orestias och familjen Cyprinodontidae. IUCN kategoriserar arten globalt som sårbar. Inga underarter finns listade i Catalogue of Life.